# مختار سعد شحاته
مختار سعد عبد الفتاح شحاته ويشتهر مختار سعد شحاته (مواليد 4 يوليو 1974 في محافظة كفر الشيخ) هو روائي كاتب سيناريو وباحث مصري. يمكث شحاته في البرازيل لدراسة الماجستير والدكتوراه، وقد تخصص في «التاريخ والدراسات الإفريقية والشعوب والأصيلة» في جامعة «يو إن إي بي» بسالفادور بالبرازيل.

## دراسته
حصل على ليسانس الآداب والتربية من قسم اللغة العربية من جامعة طنطا عام 1996.

## مسيرته المهنية
لشحاته تجارب في السيناريو والإخراج، فقد كتب وأخرج فيلم «الناحية التانية» والذي شارك بمهرجان «برلين» للفيلم العربي في نوفمبر 2010، وفيلم «العاصمة السرية» والذي شارك في مهرجان «بابل» للفيلم العربي المستقل بأوسلو في أبريل 2013، ومهرجان «ألوان» بنيويورك في أكتوبر 2012، ومهرجان «الفيلم الأفريقي» بهلسنكي في نوفمبر 2012، وأخيرًا فيلم «النص الحلو» من كتابته وإخراجه.
عمل أيضًا منسقًا ومستشارًا ثقافيًا لدار كلمة للنشر والتوزيع، وقد اختير محكمًا بجائزة حورس للرواية العربية في دورتها الأولى في يناير 2015.

## مؤلفاته
- «لا للإسكندرية» (رواية)، 2010[7]
- «مكتنزة» (نصوص وقصص قصيرة)، 2011[8][9]
- «كتاب العاصمة السرية»، 2012[10]
- «تغريبة بني صابر» (رواية)، 2014[11][12]
- «بيت المحبة» (نصوص بالاشتراك مع آخرين)، 2015
- «ربّ يحب النساء» (قصص قصيرة)، 2015
- «ذو الحقيبة الحمراء» (قصص)، 2017[13]
- «في بلاد السامبا: يوميات عربي في البرازيل»، 2019[14]
- «عصافرة قبلي» (رواية)[15]

الأفلام:
- «الناحية التانية»، 2010[16]
- «العاصمة السرية»، 2013[17]
- «النص الحلو»، 2014[17]

## جوائز
- جائزة منحة مؤسسة مدد للمشاريع الأدبية والفنية، عن مشروع «طالع النخل والخواص»، 2015
- جائزة ابن بطوطة لأدب الرحلة، 2019[2]

## روابط خارجية
- مقالاته على موقع صحيفة العرب